# Stupovi istine
Stupovi istine (Boutokaan Te Koaua, pokrata: BTK) je kiribatska politička stranka.
Nastala je izdvajanjem iz Nacionalne napredne stranke, prve političke stranke nakon ostvarivanja neovisnosti 1979. godine.
Na prvim parlamentarnim izborima 2003. godine stranka osvaja 16 od ukupno 40 mjesta u Skupštinskom domu. Iste godine, na predsjedničkim izborima stranački kandidat Anote Tong odnosi pobjedu i postaje četvrtim predsjednikom Kiribatija od neovisnosti. Tong je bio ponovno izabiran na izborima 2007. i 2012. godine te je predsjednikovao punih dvanaest godina.
Nakon više od petnaest godina u oporbi, na parlamentarnim izborima 2016. godine stranka osvaja većinu, odnosno 26 od ukupno 45 zastupničkih mjesta.
Osim Anotea Tonga, jedan od vođa Stupova istine bio je i prvi predsjednik Kiribatija Ieremia Tabai, koji je stranci pristupio nakon dvaju predsjedničkih mandata.